# Atilla
Atilla ist ein türkischer männlicher Vorname.
Eine weitere Form des Namens ist Attila (siehe dort).

## Namensträger

### Vorname
- Atilla Aldemir (* 1975), türkischer Violinist und Bratschist
- Atilla Birlik (* 1977), türkischer Fußballspieler
- Atilla Engin (1946–2019), türkischer Musiker, Bandleader und Komponist
- Atilla Aybars Garhan (* 1991), türkischer Fußballspieler
- Attila İlhan  (1925–2005), türkischer Schriftsteller
- Atilla Karaosmanoğlu (1931/32–2013), türkischer Ökonom und Politiker
- Attila Kelemen (1948–2022), rumänischer Politiker
- Atilla Koç (* 1946), türkischer Beamter und Politiker
- Atilla Koca (* 1980), türkischer Fußballspieler
- Atilla Oener (* 1976), türkischstämmiger deutscher Schauspieler
- Atilla Özmen (* 1988), türkischer Fußballtorhüter
- Atilla Şereftuğ (* 20. Jahrhundert), türkisch-schweizerischer Komponist und Musikproduzent
- Atilla Yıldırım (* 1990), niederländisch-türkischer Fußballspieler

### Familienname
- Can Atilla (* 1969), türkischer Komponist und Musiker
- Onur Atilla (* 1986), türkischer Schauspieler